# Oda Nobuhide

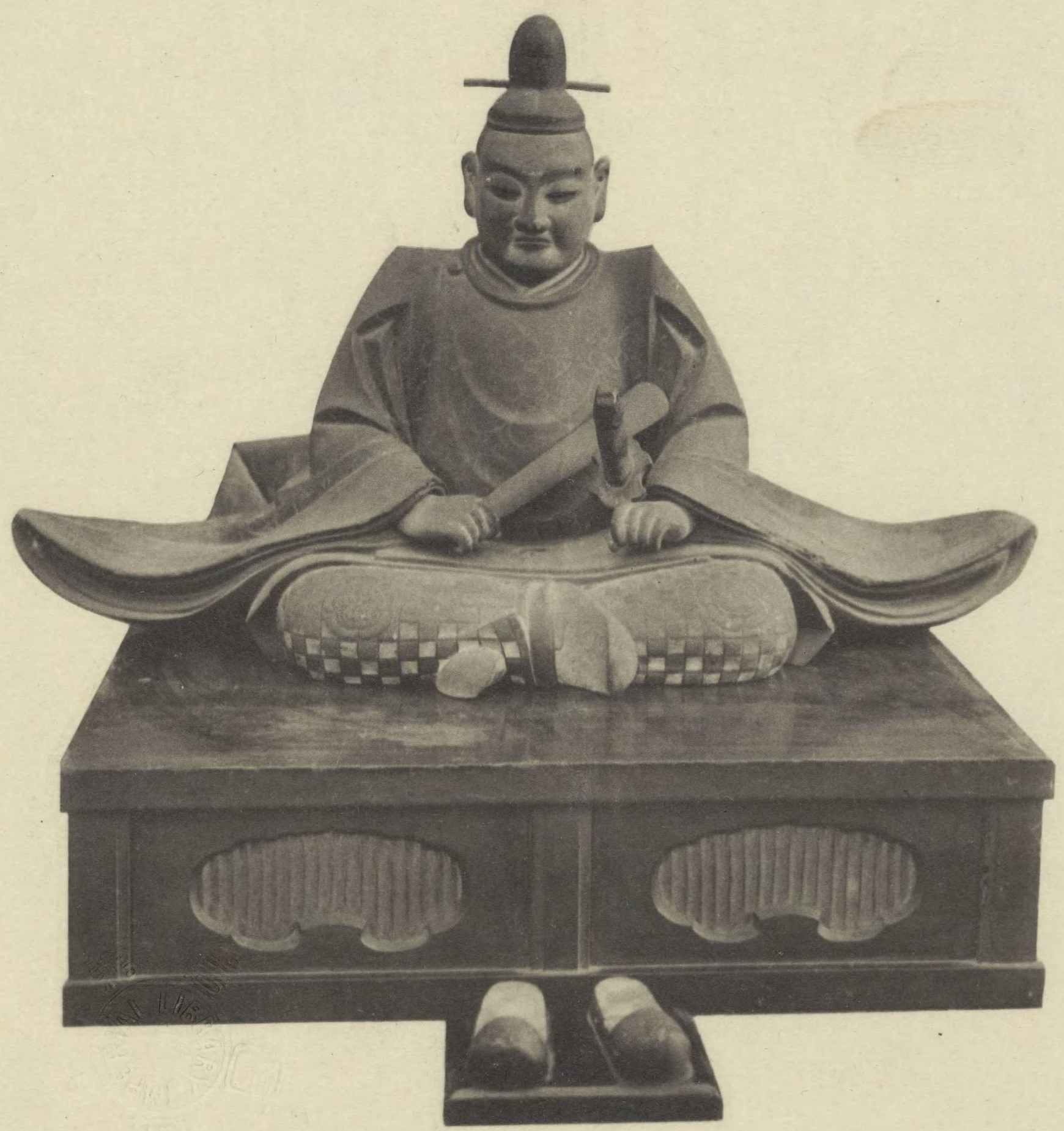
Statue Oda Nobuhides im von ihm gestifteten Tempel Banshō-ji, Nagoya.

Oda Nobuhide (japanisch 織田 信秀; * 1508, 1510 oder 1511 in der Burg Shobata; † 8. April 1551 in der Burg Suemori) war ein lokaler japanischer Feudalherr während der Sengoku-Zeit in Japan und stellvertretender Shugo der Provinz Owari. Er war der Vater des ersten Reichseinigers Oda Nobunaga.

## Leben
Oda Nobuhide war Oberhaupt des Oda-Klans, der zu Beginn des 16. Jahrhunderts die Hälfte der Provinz Owari kontrollierte. Sein Vater war Oda Nobusada. Dessen Vater Oda Toshisada hatte einige Jahre zuvor die Burg Kiyosu von den Shiba erhalten. Oda Nobuhide selbst stieg zum Stellvertreter des Shugos (Militärgouverneurs) von Owari auf, regierte jedoch bald weitestgehend autonom.  Während seiner Herrschaft unternahm Nobuhide Versuche, seinen Machtbereich auf Kosten der Nachbarn zu erweitern. Dies war allerdings nur teilweise erfolgreich. 1547 verlor er eine Schlacht gegen Saitō Dōsan und musste die Kampagne stoppen; gleichzeitig wurde er allerdings von seinem mächtigen Nachbarn inzwischen als ein beachtenswerter Faktor in der Region wahrgenommen: Zwei Jahre später verheiratete Oda Nobuhide seinen Sohn Nobunaga mit Saitō Dōsans Tochter, was als Beweis angesehen werden kann, dass die Oda inzwischen über eine gewisse militärische Stärke verfügten. Oda Nobuhide starb im April 1551 an einer Krankheit und wurde von seinem Sohn Oda Nobunaga beerbt.

## Nachkommen
- Gemahlin: Tsuchida Gozen († 26. Februar 1594)
  - Oda Nobunaga (* 23. Juni 1534; † 21. Juni 1582)
  - Oda Nobuyuki (* 1536; † 22. November 1557)
  - Oda Nobukane (* 1548; † 22. August 1614)
  - Oda Hidetaka († 14. Juli 1555)

- Unbekannt
  - Oda Nobuhiro (illegitim; * vor 1534; † 13. Oktober 1574)